# Hoplitis aristotelis
Hoplitis aristotelis là một loài Hymenoptera trong họ Megachilidae. Loài này được Warncke mô tả khoa học năm 1990.